# Åkerman & Lund Orgelbyggeri

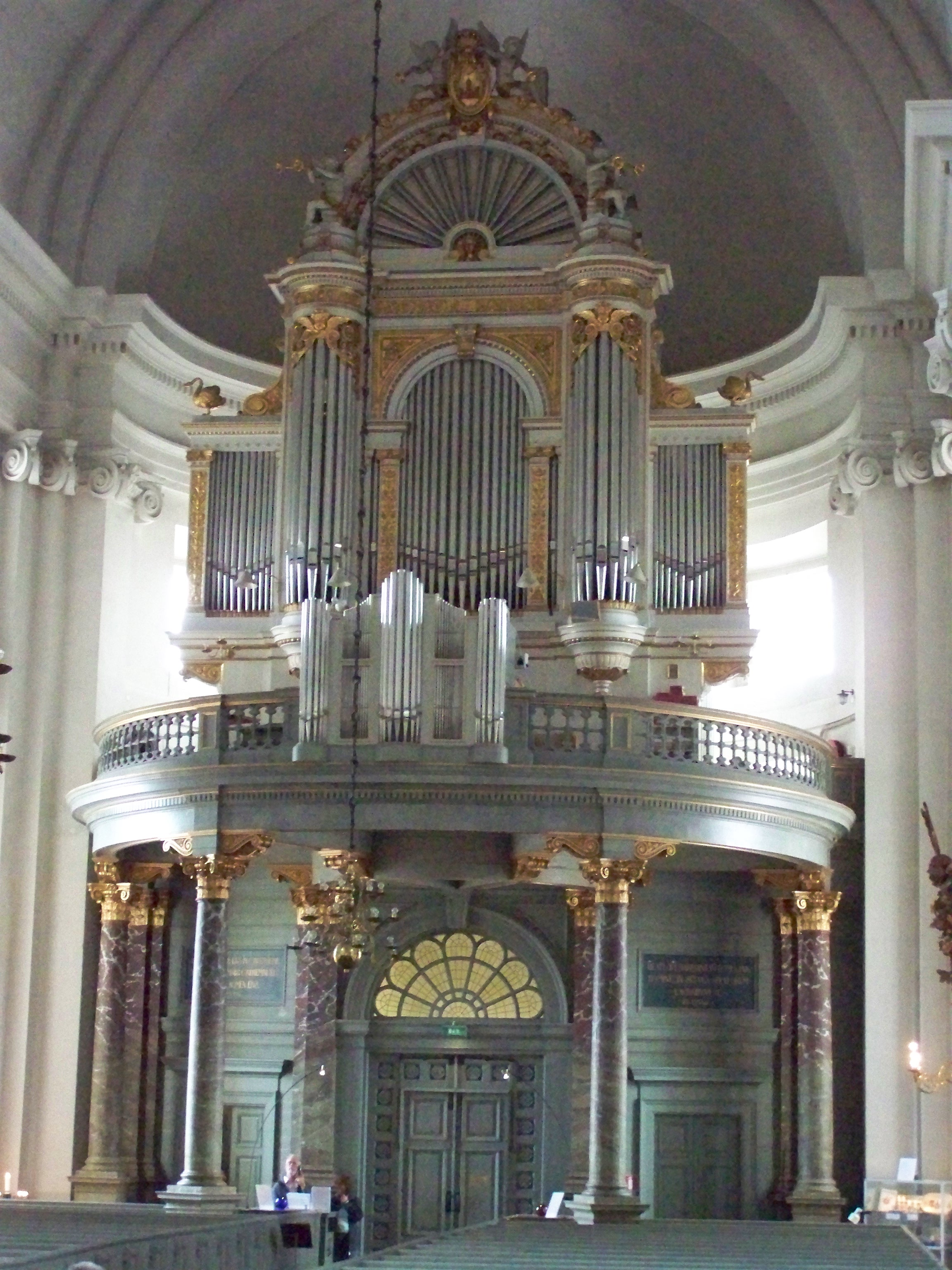
Organy główne w katedrze w Kalmarze.

Åkerman & Lund Orgelbyggeri AB – szwedzki zakład produkujący i konserwujący organy, mający swoją siedzibę w miejscowości Knivsta. Zakład został założony w 1860 przez organistę Pera Larssona Åkermana (1826-1876), który rozpoczął działalność zawodową ok. 1844 jako uczeń Samuela Stranda w Västra Vingåker. W latach 1847–1850 uczęszczał do Teknologiska institutet w Sztokholmie po czym otrzymał stosowny dyplom, uprawniający do budowy organów. W latach 1854–1857 uzupełnił wykształcenie jako stypendysta w Merklin & Schütze w Brukseli.
Åkerman był zwolennikiem romantycznych zasad budowy organów i zastosował je jako pierwszy w Szwecji. W latach 1857–1860 współpracował z Erikiem Adolfem Setterquistem w Strängnäs, po czym przeprowadził się do Sztokholmu, gdzie założył w 1866 spółkę z Carlem Johanem Lundem, który prowadził firmę po jego śmierci do 1905.
W późniejszym czasie firma przeniosła się do Sundbyberg. W 1974 została przejęta przez Larsa Norgrena i Knuta Kaliffa, który odszedł w latach 80. XX w. pozostawiając zakład w rękach Norgrena.

## Dzieła
Organy firmy Åkerman & Lund Orgelbyggeri AB znajdują się m.in. w następujących kościołach:
- Katedra w Uppsali
- Katedra w Kalmarze
- Kościół św. Jana w Sztokholmie
- Kościół św. Jana w Malmö
- Kościół Olausa Petri w Sztokholmie

## Renowacje
- organy kościoła w Alsike